# Mikel Pagola
Mikel Pagola (n. Pamplona, Navarra; 4 de marzo de 1982) es un exfutbolista español que jugaba como portero. 
A lo largo de su trayectoria deportiva jugó más de 470 partidos en Segunda División B, siendo el tercer guardameta con más encuentros de la categoría. En mayo del año 2016 superó el récord de imbatibilidad, que poseía con anterioridad Abel Resino, tras estar 1.346 minutos sin recibir ningún gol.

## Trayectoria
Comenzó su carrera deportiva en las filas del CD Oberena. En la temporada 2001-02 hizo su debut en el Osasuna Promesas, aunque apenas disputó dos encuentros. Se hizo con la titularidad de cara a la campaña siguiente tras la salida de Juantxo Elía. Tras una cesión poco fructífera a la SD Ponferradina, se marchó al Burgos CF, club en el que jugó 21 partidos. En la campaña 2005-06 jugó en las filas del CF Badalona y el CD Móstoles, siendo titular en el equipo madrileño aunque no pudo impedir el descenso a Tercera División. En 2006 se incorporó al CD Guijuelo, donde después de una gran temporada, firmó por la UD Salamanca de Segunda División. Sin embargo, en el club charro acabó siendo la tercera opción tras Alberto Cifuentes y Biel Ribas, por lo que rescindió su contrato para marcharse a la SD Ponferradina, donde apenas jugó. En julio de 2009 fichó por el Deportivo Alavés.
En agosto de 2010, tras finalizar su contrato con el club vitoriano, se incorporó al CD Badajoz donde se hizo con la titularidad. Su siguiente destino fue la Real Balompédica Linense, donde jugó más de sesenta encuentros en dos campañas. Así, en 2013, firmó por El Palo FC.
En julio de 2014 fichó por el CD Tudelano. En el cuadro navarro consiguió un récord histórico al permanecer imbatido durante más de catorce jornadas, entre febrero y mayo de 2016, batiendo el registro de Abel Resino. A lo largo de seis campañas, disputó más de doscientos partidos con el club navarro.

## Clubes
- Oberena (2000-2001)
- CA Osasuna B (2001-2004)
- SD Ponferradina (2003-2004) (cedido)
- Burgos CF (2004-2005)
- CF Badalona (2005)
- CD Móstoles (2006)
- CD Guijuelo (2006-2007)
- UD Salamanca (2007-2008)
- SD Ponferradina (2009)
- CD Alavés (2009-2010)
- CD Badajoz (2010-2011)
- Real Balompédica Linense (2011-2013)
- El Palo Fútbol Club (2013-2014)
- CD Tudelano (2014-2020)